# Магьосници
„Магьосници“ е български 4-сериен телевизионен игрален филм (семеен, фентъзи) от 1999 г. на режисьорите Сотир Гелев и Иван Георгиев-Гец, по сценарий на Пенко Гелев и Сотир Гелев. Оператори са Николай Лазаров и Иво Пейчев. Музиката във филма е композирана от Румен Бояджиев.

## Серии
- 1. епизод – 29 минути
- 2. епизод – 29 минути
- 3. епизод – 29 минути
- 4. епизод – 29 минути [1].

## Актьорски състав
| Роля                                              | Изпълнител           |
| ------------------------------------------------- | -------------------- |
| Разказвачът                                       | Джоко Росич          |
| Момчето                                           | Станислав Стайков    |
| Злият магьосник (* в първото му тяло)             | Наум Шопов           |
| Храбрият рицар / Злият магьосник / (* княз Галин) | Иван Ласкин          |
| Найден („Дребосъка“ – слугата на Злия магьосник)  | Явор Манолов         |
| Старият съветник                                  | Георги Русев         |
| Добрата магьосница                                | Биляна Петринска     |
| Дана (дъщерята на добрата магьосница, момичето)   | Кристина Кръстева    |
| цар Полиглот / (* Найден / Злият магьосник)       | Валентин Танев       |
| Принцеса Лилия (дъщерята на цар Полигот)          | Йоана Буковска       |
| Княз Галин / (* Злият магьосник / цар Полиглот)   | Явор Гигов           |
| Вещица 1 (яката)                                  | Адрияна Найденова    |
| Вещица 2 (хубавата)                               | Анастасия Ингилизова |
| Вещица 3 (червенокосата)                          | Деница Койчева       |
| министър Константин                               | Валентин Ганев       |